# Schubertiade Vorarlberg
De Schubertiade Vorarlberg is een festival voor klassieke muziek in Vorarlberg (Oostenrijk). Een Schubertiade is een evenement gewijd aan het leven en werk van de Oostenrijkse componist Franz Schubert. De Schubertiade Vorarlberg is een van de bekendste Schubertiades ter wereld.

## Geschiedenis
In het decennium van 1820 werden de eerste Schubertiades gehouden als privéhuisconcerten. Franz Schubert speelde piano bij de eerste Schubertiaden en de baritons Johann Michael Vogl of later Carl von Schönstein zong zijn liederen. Lezingen en geestige amusementsspelletjes, die vaak een bepaald thema hadden, waren ook onderdeel van de avonden. Dit waren een mix van vriendelijke ontmoetingen en een literair-muzikale salon.
De eerste Vorarlberg Schubertiade vond plaats in Hohenems in 1976 en werd georganiseerd door Hermann Prey. De eerste jaren waren Gerd Nachbauer en Hermann Prey verantwoordelijk voor het programma.

### De Schubertiade Vorarlberg tegenwoordig
Tegenwoordig wordt de Schubertiade gehouden op locaties in Schwarzenberg en Hohenems, beide in de Oostenrijkse deelstaat Vorarlberg. De concerten worden meestal gehouden tussen mei en oktober.
De Schubertiade wordt beschouwd als het belangrijkste Schubertfestival ter wereld, met ongeveer 80 evenementen en tussen 35.000 en 40.000 bezoekers per jaar.
Het festival biedt orkestconcerten, lezingen, tentoonstellingen en masterclasses van zangers en instrumentalisten. Het is gericht op het bevorderen van de carrières van jonge muzikanten door hen voor te stellen aan een deskundig en ondersteunend publiek.

## Locatie
Tot nu toe werd de Schubertiade Vorarlberg op verschillende locaties in de deelstaat Vorarlberg en rond het Bodenmeer gehouden.
Vanaf het begin in 1976 tot 1991 was het Hohenemspaleis de hoofdlocatie voor de Vorarlbergse versie van de Schubertiade. Het Hohenemspaleis staat bekend als de vindplaats van twee manuscripten van het Nibelungenlied.
Toen het Hohenems-paleis in 1991 moest worden gerenoveerd, verhuisde het festival volledig naar de naburige stad Feldkirch. Vanaf 1994 werden de Feldkirch-concerten aangevuld met zogenaamde Landpartien, uitstapjes geïnspireerd op de reizen van Franz Schubert. De locaties voor de Landpartien waren de Propstei St. Gerold (de residentie van een provoost in het Walsertal), Achberg Kasteel, Lindau Eiland (Duitsland) en Schwarzenberg.
Door de renovatie van de Angelika Kauffmann-zaal werd Schwarzenberg in 2001 de exclusieve locatie van de Schubertiade Vorarlberg. In 2005 keerde het festival terug naar Hohenems (Markus Sittikus-zaal), met enkele concerten die nog steeds plaatsvinden in Schwarzenberg.

### Schubertiadekwartier

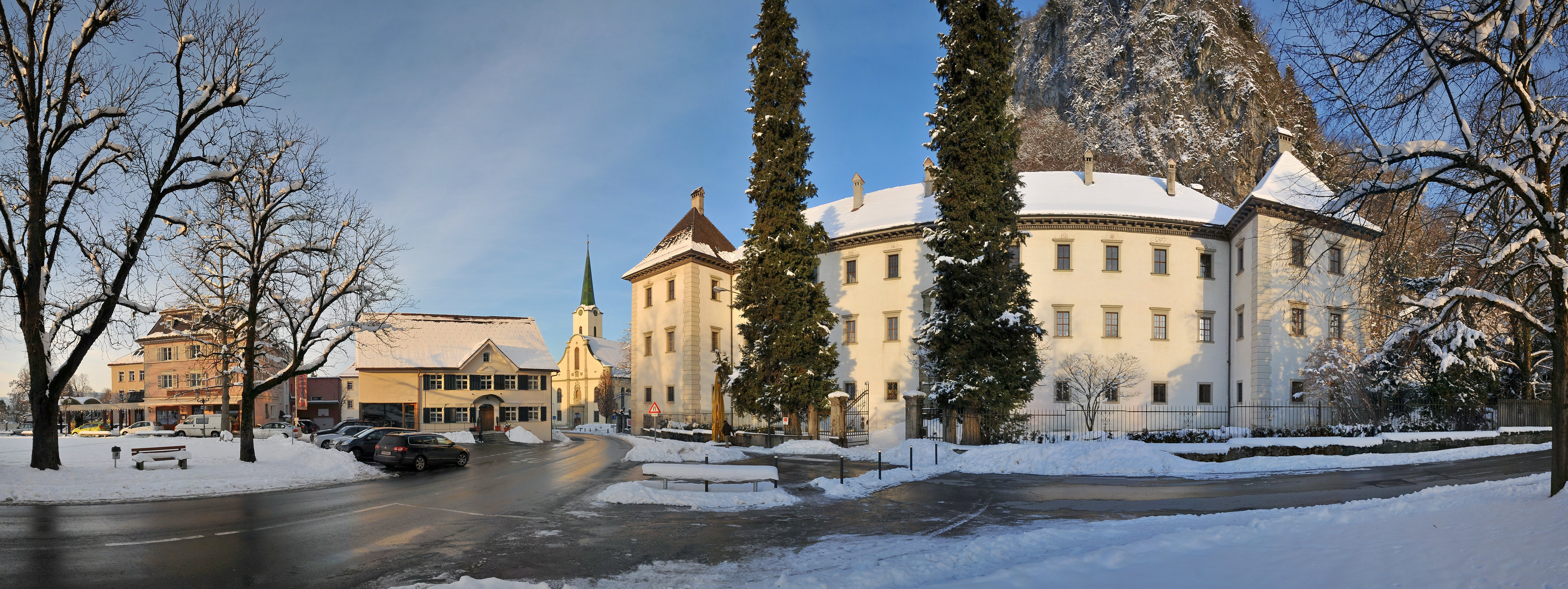
Het Hohenemspaleis in de winter

Het Schubertiadekwartier in Hohenems bestaat uit verschillende musea die thematisch verbonden zijn met Franz Schubert, vertolkers van klassieke muziek en de cultuurgeschiedenis van de stad:
- Franz Schubert-museum
- Schubertiademuseum
- Elisabeth Schwarzkopf-museum
- Hohenems Paleis
- de Heimann Rosenthal Villa (Joods Museum Hohenems)
- Stefan Zweig Kamer in het Legge Museum
- Salomon Sulzer-galerij
- Markus Sittikus-zaal (concertzaal)
- Nibelungen-museum
- Schuhmachermuseum

## Fotogalerij

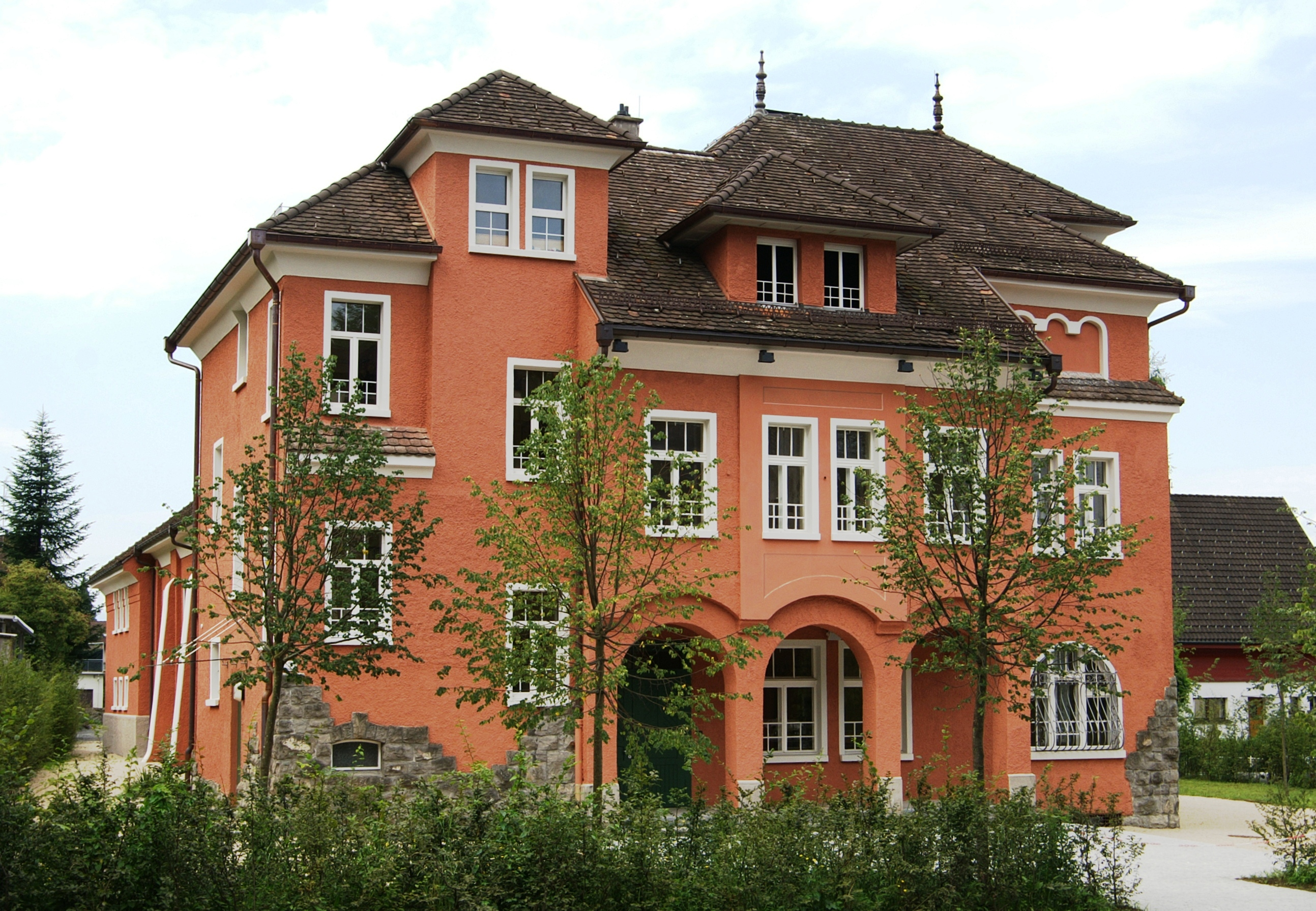
Het gebouw met de Markus Sittikus-hal in Hohenems, Vorarlberg
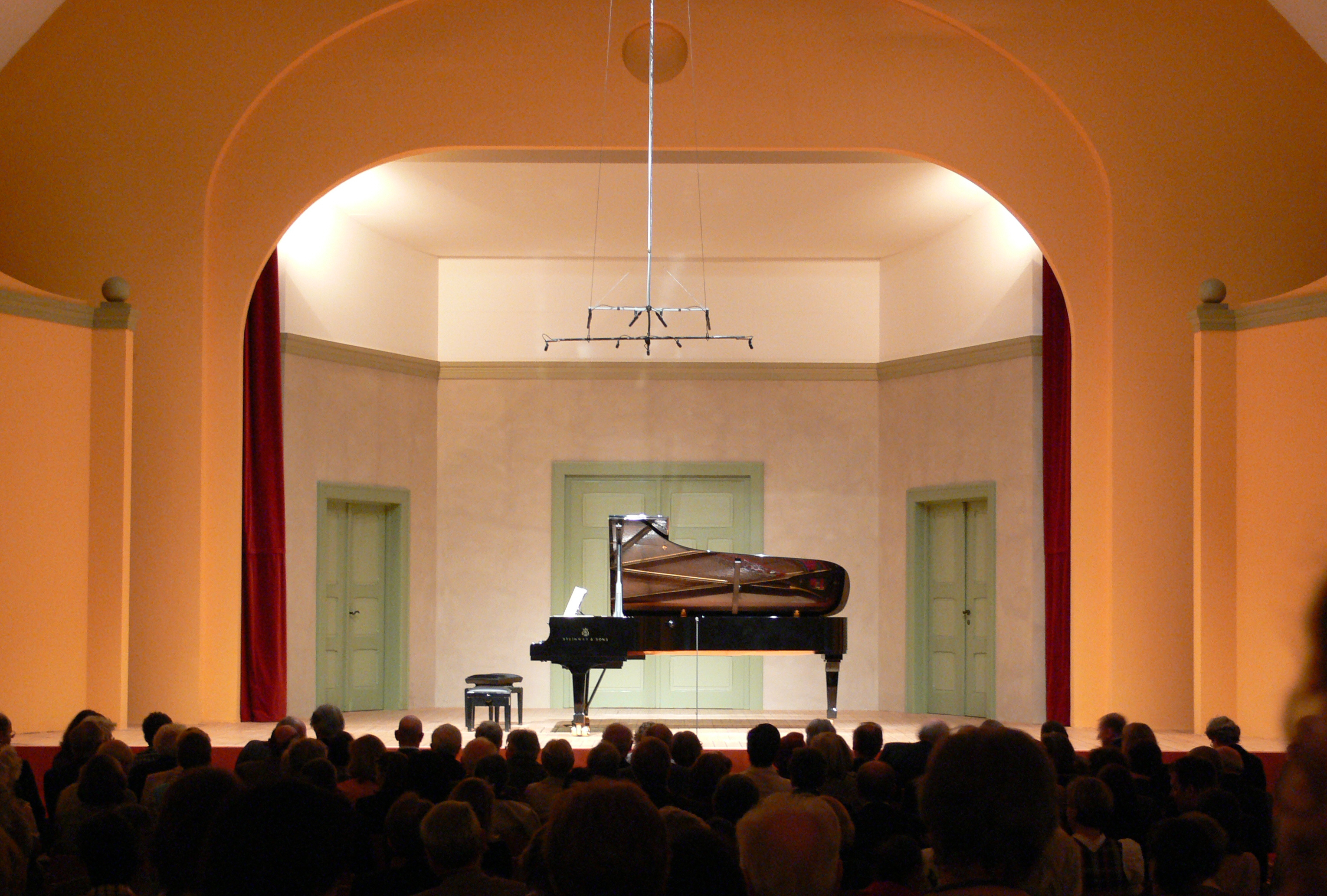
Markus Sittikus-zaal in Hohenems, een voormalig gymnasium
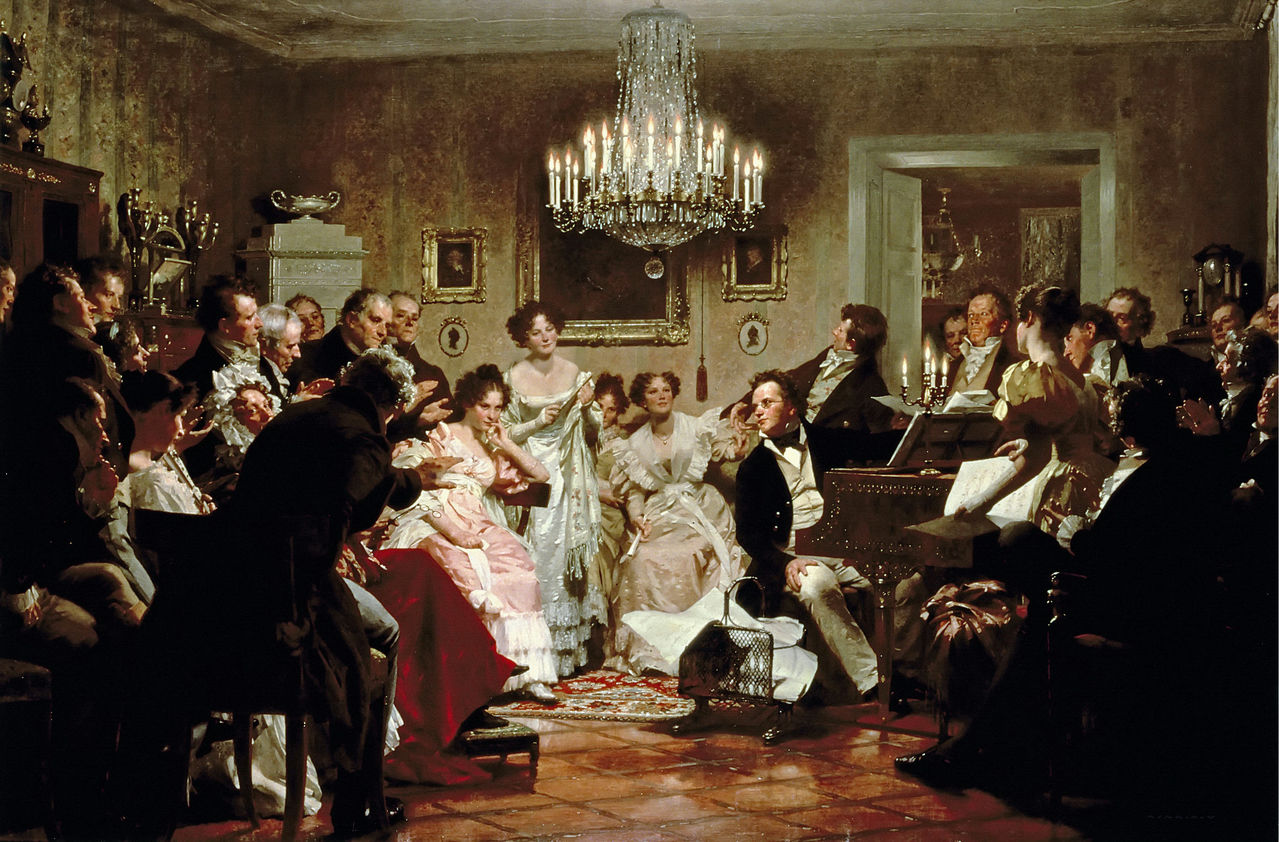
"Eine Schubertiade", olieverfschilderij van Julius Schmid (1897)
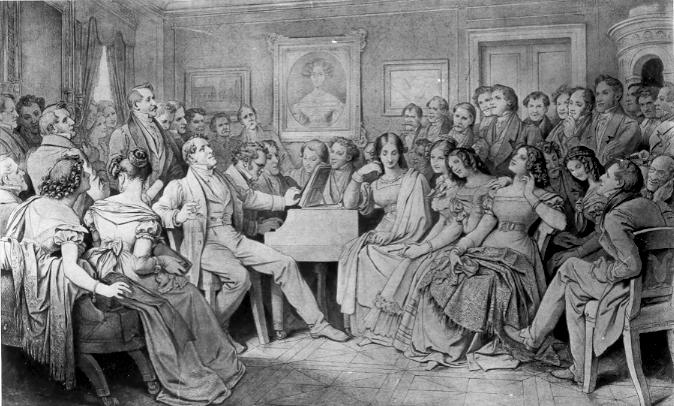
"Schubertiade", sepia tekening door Schuberts vriend Moritz von Schwind (1868), uit het hoofd getekend